# Міус
Міу́с — річка в Україні (Перевальський і Антрацитівський райони Луганської області та Шахтарський район Донецької області) і Росії (Куйбишевський, Матвієво-Курганський, Неклинівський райони Ростовської області). Впадає до Міуського лиману Таганрізької затоки (Азовське море).

## Опис
Довжина 258 км, площа басейну 6680 км². Долина у верхів'ях V-подібна, завширшки від 0,2 до 1,2 км, нижче (у межах степової зони) розширюється до 5—6 км. Заплава у верхів'ях на окремих ділянках відсутня, у середній і нижній течії її ширина становить до 800 м. Береги вкриті лучною рослинністю та чагарником. Річище звивисте, завширшки 15—25 м (в низов'ях — до 45 м). Глибина річки на плесах до 6 м, на перекатах не перевищує 0,5 м. Похил річки 1,1 м/км.
Живлення переважно снігове і дощове. Льодостав з грудня до березня. Характерні весняні повені. У басейні Міуса існує кілька невеликих водосховищ, що використовуються для водопостачання промисловості, гідроенергетики та меліорації. На берегах річки та водосховищ розташовуються рекреаційні об'єкти.

## Розташування
Міус бере початок на схилах Донецького кряжа, на південний схід від смт Чорнухине. Тече спершу на південний схід, в районі міста Міусинська поступово повертає на південь. Перетинає українсько-російський кордон біля села Червона Зоря. Впадає до Міуського лиману біля північно-західної околиці міста Таганрога.

## Головні притоки
Глуха, Кринка (праві), Міусик, Кріпенька, Нагольна, Дубрівка (ліві).